# Джінтана Кеукао
Джінтана Кеукао (тайськ.: จินตนา แก้วขาว) — екологічна активістка з Таїланду, яка відома своєю активністю проти будівництва електростанцій у своєму прибережному селі Бан Крут, Прачауб Хірі Хан, Таїланд.

## Раннє життя
У 1982 році, у віці 20 років, Кеукао переїхала до Бан Крут. Вона вийшла заміж за місцевого чоловіка, відкрила невеликий продуктовий магазин і народила 3 дітей. У свої ранні роки Кеукао не була добре відома своєю активністю, але продовжувала брати участь у рухах проти електростанцій.

## Конфлікт електростанції з Union Power Development Company Ltd
У 1998 році компанія Union Power Development Company Ltd. (UPDC) розробила проєкт будівництва вугільної електростанції в Бан Круті. Цей проєкт отримав фінансування від іноземних інвесторів із США, Гонконгу та Японії. Це дозволило б створити туристичний курорт у Бан Круті, а компанія вирубає 10 000 кокосових пальм і збудує вугільну електростанцію потужністю 1,4 ГВт.
Проєкт був запропонований для задоволення зростаючих потреб Таїланду в енергії. Аналітики пояснюють, що вугілля розглядалося урядом Таїланду як спосіб створення достатньої кількості енергії для країни, оскільки природного газу самого по собі недостатньо, щоб йти в ногу з його розвитком.

### Місцева реакція на електростанцію
Проєкт отримав неоднозначну реакцію серед мешканців села. Для деяких вугільна електростанція призведе до збільшення електроенергії та збільшення робочих місць для селян. Каукао вважала, що вирубка рослин зруйнує їхнє довкілля, завдаючи шкоди здоров'ю селян, морському житті, прибережним коралам, худобі та посівам. Вона висловила стурбованість тим, що електростанція також вплине на джерело доходу селян від рибальства.

### Рух Каукао
Щоб дати відсіч UPDC, Каукао ходила до сусідніх сіл, збирала селян на ринках і закликала їх підписати петиції проти розвитку електростанції. У 1998 році вона організувала марш по Південному шосе з народом Прахауб Кірі Хана. У 2001 році вона зібрала прихильників коло штаб-квартири UPDC. Вона також придбала акції UPDC, щоб висловити свою думку як акціонера.
Рух Каукао заблокував розвиток проєкту. У 2004 році будівництво було припинено. Каукао та її прихильники виграли судову справу проти UPDC. Наразі в районі залишилися занедбані будівлі, де мав відбуватися проект. Каукао приступила до переговорів про права на землю, щоб гарантувати, що Бан Крут буде захищений від майбутніх проектів електростанцій.

### Урядові та юридичні відповіді
На початку 2000-х років UPDC подала на Каукао за її активність до суду. Після того, як Кримінальний суд закрив справу, UPDC подав апеляцію, і Каукао була засуджена до шести місяців ув'язнення, яке пізніше було зменшено до чотирьох місяців. У 2005 році за посягання на приватну власність UPDC Каукао була засуджена Верховним судом Таїланду. За її активність проти урядових і корпоративних керівниківКаукао продовжує перебувати у в'язниці.
Протягом багатьох років Каукао також стикалася з фізичним і небезпечним для життя насильством. У 2001, 2002, 2008 та 2009 роках у її селі на неї нападали озброєні люди. Тоді вона відправила своїх дітей до родичів.

## Місцеве та міжнародне визнання
Екологічна активність Каукао привела до місцевого та міжнародного визнання. Наразі вона є лідеркою Мережі збереження природи Бо Нок і Хін Крут, громадської групи екологічної справедливості, і засновником Ban Krut Conservation Group. Вона надихнула відзначеного нагородами фотографа Люка Дагглбі зосередити свою роботу на екології. Каукао також отримала міжнародне визнання Азійської комісії з прав людини та Грінпісу.